# فيدور (تكساس)
فيدور (بالإنجليزية: Vidor)‏ هي مدينة أمريكية تقع في ولاية تكساس.تبلغ مساحة هذه المدينة 27.4 (كم²)،ويبلغ عدد سكانها 11440 نسمة حسب إحصاء سنة 2010 م. تشير إحصاءات سنة 2000م بأن الكثافة السكانية في هذه المدينة تقدر بـ(418.4) نسمة/كم2.

## أعلام
- تريسي بيرد